# Der Fackelträger (1957)
Der Fackelträger ist ein deutscher Spielfilm aus dem DEFA-Studio für Spielfilme von Johannes Knittel aus dem Jahr 1957.

## Handlung
Oberstaatsanwalt Eitel-Friedrich Sänger aus West-Berlin kommt von einer Besprechung beim Senator für Justiz nach Hause und findet die Tür in dem vornehmen Mietshaus, in dem er wohnt, unverschlossen vor. Eine sofortige Beschwerde bei Herrn Kabischke, dem Hausmeister, gelingt ihm nicht, denn der ist in einer Kneipe, um sich zu betrinken, da seine Frau zurzeit verreist ist. Sein Ärger steigert sich noch, als er in seiner Wohnung bemerkt, dass das Dienstmädchen Dora mitten in der Woche einen freien Abend bekommt, um sich mit Johannes Müller, dem Kraftfahrer des Senators, zu verloben. Doch dann erzählt er seiner Frau von der Besprechung im Senat und dass er auf eine Beförderung an den Bundesgerichtshof in Karlsruhe hofft.
Hausmeister Kabischke kann in der Gaststätte die Zeche nicht bezahlen und lässt mit dem Versprechen, das Geld am nächsten Tag abzuliefern, seinen Ausweis bei der Wirtin zurück. In seiner Volltrunkenheit verwechselt er auf dem Bahnhof Berlin Gesundbrunnen die S-Bahn, fährt in die falsche Richtung und beginnt hier einen Streit mit Johannes, der nach dem Ende seiner Verlobungsfeier auf dem Weg nach Hause ist. Kabischke randaliert immer weiter und wird durch die DDR-Transportpolizei aus dem Zug geholt, der sich inzwischen im Ostteil Berlins befindet. Wieder im Westteil eingefahren, wird Johannes von einer Dame bei der Westpolizei angezeigt und als Menschenräuber verhaftet, da er den Hausmeister der Ostpolizei ausgeliefert haben soll.
Kabischke wird nach seiner Ausnüchterung wieder nach Hause entlassen, wo der Oberstaatsanwalt Dr. Sänger vermutet, dass dieser von den Ostbehörden als Spitzel angeworben wurde. Mitten in das Gespräch bekommt Dr. Sänger Besuch von Assessor Großkopf und Dr. Schleitz, die ihm im Auftrag des Senators die Prozessführung gegen Johannes Müller übertragen. Da es sich bei Müller um den ehemaligen Fahrer des Senators handelt, hat dieser ein starkes persönliches Interesse an der Verurteilung. Der Oberstaatsanwalt plant einen Sensationsprozess, der ihm auf seinem Weg nach Karlsruhe behilflich sein soll. Als er erfährt, dass der verhaftete Müller der Verlobte seines Dienstmädchens Dora ist, wird diese umgehend entlassen. Bekannt ist ihm aber immer noch nicht, wer der im Osten Entführte ist.
Um während des Prozesses keine Probleme zu bekommen, beschließt Dr. Sänger, den als willig bekannten Rechtsanwalt Lammschneider als Offizialverteidiger zu bestellen. Ingeborg Baumbach, eine Freundin Doras, die am Wochenende ihren Verlobten Gottfried heiraten will, hat in der Zwischenzeit den bekannten Rechtsanwalt Dr. Hartmann um die Verteidigung gebeten. Johannes soll bei der Hochzeit Trauzeuge sein und Ingeborg ist bekannt, dass Dr. Sänger den Dr. Hartmann auf keinen Fall im Gerichtssaal sehen will. Dieser spricht im Vorfeld der Verhandlung mit dem Ankläger und macht ihm klar, dass es sich bei dem im Osten verschleppten Westberliner um den Hausmeister Gustav Kabischke handelt, der schon lange wieder zu Hause ist. Nachdem sich alles aufgeklärt hat, bleibt dem Oberstaatsanwalt nichts weiter übrig, als Johannes Müller zu entlassen.
Oberstaatsanwalt Dr. Sänger ist gerade dabei, auf Grund der Niederlage, sein Entlassungsgesuch zu schreiben, als der Generalstaatsanwalt ihm persönlich vermittelt, dass er mit sofortiger Wirkung an das Bundesverfassungsgericht nach Karlsruhe versetzt ist. Die Vorgesetzten Dr. Sängers haben erkannt, dass es besser ist, diesen mit seinem großen Hintergrundwissen nicht fallen zu lassen.

## Produktion und Veröffentlichung
Der Fackelträger wurde bereits 1955 als Schwarzweißfilm fertiggestellt und hatte seine Premiere am 25. Oktober 1957.
Die Dramaturgie lag in den Händen von Hans-Joachim Wallstein.

## Kritik
Das Neue Deutschland zitiert in dem Beitrag Kritiker, wo stehst du? den ersten Satz einer Kurzbesprechung dieses Films in der Zeitung Freiheit der Bezirksleitung Halle der SED in dem steht, dass Der Fackelträger seine Schwächen habe.
Das Lexikon des internationalen Films schreibt, dass der Film einen kuriosen Versuch darstelle, die rechtswidrigen Methoden der West-Berliner Justiz zu entlarven. Das Durcheinander von lehrhafter Ernsthaftigkeit und verkrampfter Satire sei künstlerisch völlig niveaulos.